# Centre russo-turc de surveillance du cessez-le-feu au Haut-Karabakh
Le Centre russo-turc de surveillance du cessez-le-feu est le quartier-général de la mission du contrôle du cessez-le-feu au Haut-Karabakh à la suite de la guerre qui s'y est déroulée en 2020. L'objectif principal de cette mission est de surveiller la mise en œuvre des termes de la déclaration trilatérale signée le 10 novembre 2020 par les présidents de la Russie, de l'Azerbaïdjan et du Premier ministre arménien, ainsi que les accords conclus entre eux.

## Historique
Le 11 novembre 2020, les ministres de la Défense de la Russie et de la Turquie signent un protocole d'accord sur la création d'un centre de surveillance conjoint en Azerbaïdjan.
Le 16 novembre, le gouvernement turc présente une proposition à la Grande Assemblée nationale de Turquie sur le déploiement de casques bleus en Azerbaïdjan. Le 2 décembre, le ministre de la Défense Hulusi Akar annonce que les gouvernements russe et turc sont parvenus à un accord et que le centre commun est en construction.
Le 30 janvier 2021, le centre commun est ouvert dans le village azerbaïdjanais de Qiyameddinli. Le centre, composé de 65 locaux et bureaux, s'étend sur 4 hectares.